# لوكاس نيل
لوكاس إدوارد نيل (بالإنجليزية: Lucas Neill)‏، من مواليد 9 مارس 1978 في سيدني في أستراليا، لاعب كرة قدم أسترالي.
بدأ مسيرته الكروية مع نادي ميلوال الإنجليزي في عام 1995، ولعب معهم حتى عام 2001، وشارك معهم في 152 مباراة وسجل 13 هدف، وفي عام 2001 انتقل إلى نادي بلاكبيرن روفرز الإنجليزي، ولعب معهم حتى عام 2007، وشارك معهم في 186 مباراة وسجل 5 أهداف، ومنذ عام 2007 وهو يلعب مع نادي وست هام يونايتد الإنجليزي.
و قد بدأ باللعب مع منتخب أستراليا لكرة القدم في عام 1996.

## مسيرته الكروية
لعب لوكاس نيل خلال مسيرته الاحترافية مع 11 ناديًا في خمسة وعشرون موسمًا وسجل خلالها 23 هدفًا ضمن 517 مباراة. حيث فاز في موسم واحد بالكأس ولم يفز بأي دوري.
خاض لوكاس نيل مسيرته مع نادي ميلوول في موسم 1995–96 ليلعب معه سبعة مواسم، مشاركًا في 152 مباراة سجل خلالها 13 هدفًا. ثم انتقل إلى نادي بلاكبيرن روفرز في موسم 2001–02 ليلعب معه ستة مواسم، حيث شارك في 188 مباراة سجل خلالها 5 أهداف. لينتقل بعدها إلى نادي وست هام يونايتد في موسم 2006–07 واستمر معه طيلة ثلاثة مواسم، مشاركًا في 79 مباراة سجل خلالها هدفًا واحدًا. ثم انتقل إلى نادي غلطة سراي في موسم 2009–10 ولمدة موسمين، مشاركًا في 39 مباراة سجل خلالها هدفًا واحدًا أيضًا. هذا وانتقل لاحقًا إلى نادي الجزيرة في موسم 2011–12 لمدة موسم واحد، مشاركًا في 19 مباراة سجل خلالها 3 أهداف. ثم انتقل بعدها إلى نادي سيدني إف سي في موسم 2012–13 لمدة موسم واحد، مشاركًا في 3 مباريات ولم يسجل أي هدف. ليعود وينتقل من جديد، لكن هذه المرة إلى نادي أوميا أرديجا ما بين عامي 2013 و2014 لمدة موسم واحد، مشاركًا في 9 مباريات ولم يسجل أي هدف أيضًا. لينتقل بعدها إلى نادي دونكاستر روفرز في موسم 2013–14 لمدة موسم واحد، مشاركًا في 4 مباريات ولم يسجل أي هدف أيضًا.

## روابط خارجية
- لوكاس نيل على موقع الاتحاد الدولي (مؤرشف)  (الإنجليزية)
- لوكاس نيل على موقع اتحاد تركيا (لاعب) (الإنجليزية)
- لوكاس نيل على موقع رابطة كرة القدم اليابانية للمحترفين (اليابانية)
- لوكاس نيل على موقع إي إس بي إن إف سي (الإنجليزية)
- لوكاس نيل على موقع قاعدة بيانات كرة القدم.إي يو (الإنجليزية)
- لوكاس نيل على موقع ناشيونال فوتبول تيمز (الإنجليزية)
- لوكاس نيل على موقع Soccerbase.com (لاعب) (الإنجليزية)
- لوكاس نيل على موقع Soccerway.com (الإنجليزية)
- لوكاس نيل على موقع عالم كرة القدم.نت (الإنجليزية)
- لوكاس نيل على موقع كووورة